# Филџан
Филџан је врло мала кухињска посуда која се у Србији, Босни и Херцеговини и Грчкој користи за испијање кафе. Потиче још из доба Византије. Реч филџан је грчког (φλιτζάνι) или хебрејског порекла — финџан (פינג 'ן).
Филџан је попут шољице за кафу, с тим што нема никакву дршку, како би се могла „обгрлити“ целим дланом и осетити топлота кафе. Филџан је део традиционалне опреме скоро свих народа на Балкану за испијање кафе и обично се не користи без џезве.
До пре неколико деценија прибор за припремање и сервирање кафе чинили су, на првом месту, естетски обликована тацна или послужавник, џезва, шећерница и филџан са бакарним улошком.